# Ali Artuner
Ali Artuner (ur. 5 września 1944 w Izmirze, zm. 16 lutego 2001 tamże) – piłkarz turecki, występujący na pozycji bramkarza; wuj piłkarza Cenka Gönena.
W latach 1965–1971 rozegrał 24 mecze w reprezentacji Turcji. Z zespołem Göztepe SK dwukrotnie zdobył Puchar Turcji (1969, 1970) i jeden raz superpuchar tego kraju (1970).